# Lars Tirén (friidrottare)
Lars Bo Erik Rudolf Tirén, född 27 juli 1901 i Överselö församling, Södermanlands län, död 14 september 1980 i Hägersten i Stockholm, var en svensk friidrottare (stavhopp). 
Lars Tirén hade tagit en fil. kand. och var gift med Karin Teresia Tirén (1913–1999). De är begravda på Skogskyrkogården i Stockholm.

## Främsta meriter
Tirén hade svenska rekordet i stavhopp 1921-1928. Han vann SM i stav 1921.

## Idrottskarriär (stavhopp)
1921 (den 21 augusti i Stockholm vid SM) slog Tirén Carl Hårlemans svenska rekord från 1917 (3,88) med ett hopp på 390. Härigenom vann han även SM-guld. Rekordet skulle han dock förlora till Henry Lindblad år 1928.

### Fotnoter
1. ↑  Sveriges Dödbok 1901–2009, DVD-ROM, Version 5.00, Sveriges Släktforskarförbund (2010).
2. ↑  Skogskyrkogården, kvarter 12, gravnummer 10 på Hittagraven.se. Åtkomst 24 juli 2012.